# Tortilla Flat (film)
Tortilla Flat is een Amerikaanse dramafilm uit 1942 onder regie van Victor Fleming. Het scenario is gebaseerd op de gelijknamige roman uit 1935 van de Amerikaanse auteur John Steinbeck.

## Verhaal
Danny erft twee huizen van Pilon en zijn vrienden trekken in. De Piraat spaart voor een gouden kandelaar voor Sint-Franciscus. Pilon wil dat geld stelen. Als een van de huizen afbrandt en Danny daarbij gewond raakt, wil Pilon het leven van zijn vriend verbeteren.

## Rolverdeling
| Acteur           | Personage           |
| ---------------- | ------------------- |
| Spencer Tracy    | Pilon               |
| Hedy Lamarr      | Dolores Ramirez     |
| John Garfield    | Danny               |
| Frank Morgan     | De Piraat           |
| Akim Tamiroff    | Pablo               |
| Sheldon Leonard  | Tito Ralph          |
| John Qualen      | Jose Maria Concoran |
| Donald Meek      | Paul D. Cummings    |
| Connie Gilchrist | Mevrouw Torrelli    |
| Allen Jenkins    | Joe                 |
| Henry O'Neill    | Pastoor Ramon       |
| Mercedes Ruffino | Mevrouw Marellis    |
| Nina Campana     | Mevrouw Teresina    |
| Arthur Space     | Mijnheer Brown      |
| Betty Wells      | Cesca               |
| Terry            | Paelito             |